# Tentacules (film, 1977)
 (mars 2012).
Si vous disposez d'ouvrages ou d'articles de référence ou si vous connaissez des sites web de qualité traitant du thème abordé ici, merci de compléter l'article en donnant les références utiles à sa vérifiabilité et en les liant à la section « Notes et références ».
Pour plus de détails, voir Fiche technique et Distribution.
Tentacules (tentacles) est un film italo-américain, jouant les grosses productions, réalisé par Ovidio G. Assonitis et qui surfe sur la vague des Dents de la mer, avec au générique une pléiade de grandes vedettes comme Henry Fonda ou encore John Huston.

## Synopsis
Dans une petite ville de la côte ouest des États-Unis, un bébé et un marin disparaissent. Quelques heures plus tard, leurs cadavres sont retrouvés atrocement mutilés sur la plage. 
Un shérif, aidé d'une journaliste et d'un océanographe, va essayer de trouver la cause de ces deux morts. Ils vont découvrir l'existence d'une créature géante sortie du fond de l'océan.

## Fiche technique
- Titre original : Tentacoli
- Réalisateur : Ovidio G. Assonitis
- Scénariste : Steven W. Carabatsos ,Tito Carpi et Jerome Max
- Société de production : American International Pictures (AIP), Esse Ci Cinematografica, Samuel Z. Arkoff
- Producteur : Ovidio G. Assonitis et Enzo Doria
- Musique du film : Stelvio Cipriani
- Directeur de la photographie : Roberto D'Ettorre Piazzoli
- Montage : Angelo Curi
- Direction artistique : M. Spring
- Création des costumes : N. Hercules
- Genre : Thriller
- Durée : 92 minutes
- Date de sortie :
  -  Italie : 25 février 1977
  -  France : 27 avril 1977
- Affiche : Jean Mascii (France)

## Distribution
- John Huston (VF : Jean Davy) : Ned Turner
- Shelley Winters (VF : Thamila Mesbah) : Tillie Turner
- Bo Hopkins (VF : Philippe Ogouz) : Will Gleason
- Henry Fonda (VF : René Arrieu) : M. Whitehead, président de Trojan Construction
- Delia Boccardo (VF : Évelyn Séléna) : Vicky Gleason
- Cesare Danova: John Corey
- Alan Boyd (VF : Daniel Crouet) : Mike
- Claude Akins (VF : Jacques Alric) : le shérif Robards
- Sherry Buchanan: Judy, la femme de Don
- Franco Diogene (VF : Paul Mercey) : Chuck
- Marc Fiorini (VF : Daniel Gall) : Don
- Helena Makela (VF : Claude Chantal) : Mme Dougherty, la mère de Jamie
- Patrick Mulvihill (VF : Raoul Delfosse) : Bill Sullivan, le marin qui disparait
- Philip Dallas (VF : Yves Barsacq) : le médecin légiste